# Gélos (mythologie)
Pour la commune, voir Gelos.
 (juin 2025).
Gélos (en grec ancien : Γέλως / Gélōs) est une divinité mineure de la mythologie grecque, plus exactement le daimôn ou personnification divine du rire. 
Risus était la traduction latine du nom Gélos et donc son équivalent chez les romains. 

## Mythes
Gélos n'apparait dans aucun mythe important. Selon Philostrate l'Ancien, il aurait rejoint la suite de Dionysos aux côtés de Comus : 

« Dionysos navigue vers les festivités d'Andros et, son navire désormais amarré au port, il conduit une foule hétéroclite de Satyres, de Bacchantes et de tous les Sylènes. Il conduit Gélos et Comos, deux esprits très gais et amateurs de beuveries, afin de moissonner avec le plus grand plaisir la récolte du fleuve. »

## Culte
Gélos était particulièrement vénéré dans l'ancienne Sparte. Plutarque rapporte ainsi que Lycurgue de Sparte fut le premier à dédier une petite statue de Gélos et mentionne ailleurs l'existence à Sparte d'un sanctuaire dédié à Gélos, ainsi que ceux de Thanatos, Phobos « et d'autres [personnifications] d'expériences de ce genre ».
Une fête en l'honneur de Risus (c'est-à-dire Gélos) en Thessalie a également été décrite par Apulée. Cependant, on ignore si une telle fête a réellement existé ou si elle a été inventée par l'écrivain. Selon ses écrits, la veille, les habitants se préparaient pour cette fête ; ils buvaient et portaient des toasts en l'honneur du dieu. Cette fête aurait été instaurée dès les premiers temps de la cité et les Thessaliens se vantaient d'être les seuls à célébrer ce dieu. En son honneur, ils inventaient des plaisanteries et des divertissements, notamment aux dépens des étrangers. Le jour même, ils défilaient dans les rues, plaisantaient et riaient.

## Représentations
Dans certaines représentations, Gélos est représenté comme un membre de la troupe de Dionysos, tandis que dans d'autres, avec Pothos et l'hédonisme, il est représenté comme une des offrandes divines anthropomorphes d'Aphrodite aux humains.